# Opisthoplites ypsilon
Opisthoplites ypsilon is een hooiwagen uit de familie Gonyleptidae.